# Zenobia (imię)

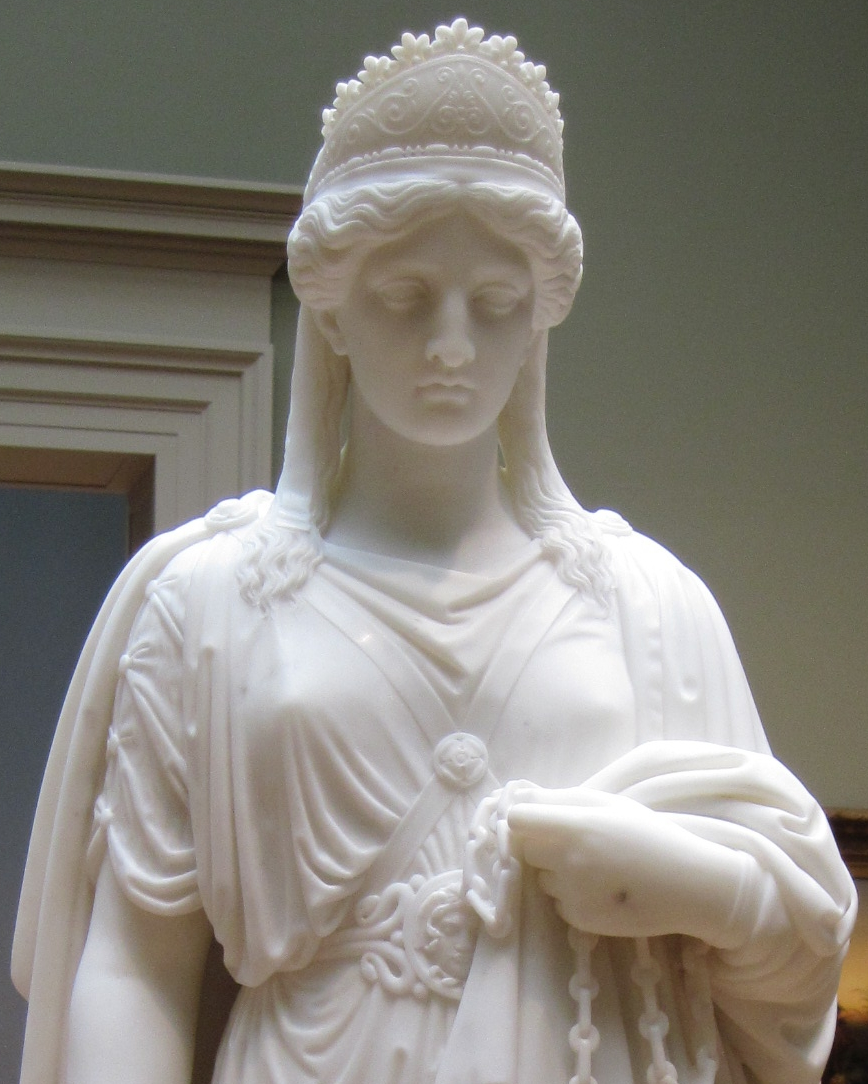
Zenobia w Chains w 1859.

Zenobia – imię żeńskie pochodzenia greckiego, żeński odpowiednik imienia Zenobiusz, złożonego z członów Dzeno- (homerycka forma imienia Zeusa) i bios („życie”). Zenobia jest zatem imieniem teoforycznym. Patronką tego imienia jest św. Zenobia, siostra św. Zenobiusza, żyjąca w czasach cesarza Dioklecjana.
Zenobia imieniny obchodzi 20 lutego, 30 października, 24 grudnia.
Osoby noszące to imię:
- Zenobia – królowa Palmyry
- Zenobia z Iberii – gruzińska księżniczka
- Zenobia Gregorczyk – polska agronom
- Zenobia Jelińska – urzędniczka, członek ZWZ-AK
- Zenobia – postać fikcyjna z serii książek Kroniki wampirów napisanej przez Anne Rice